# شکوه نوابی‌نژاد
شکوه نوابی نژاد (زاده ۱۳۲۵) و متخصص در رشته مشاوره روان‌شناسی و چهره ماندگار ۱۳۸۷ (همایش هفتم) است. وی تألیف و ترجمه ۳۰ عنوان کتاب را در طول سال‌های فعالیت علمی خود به انجام رسانده‌است. از وی با عنوان «مادر مشاوره ایران» و «بانوی مشاوره ایران» یاد می‌شود. او یکی از بنیان‌گذاران رشته مشاوره در مدارس و مجامع علمی ایران است و ترجمه او از کتاب «راهنمایی در مدارس امروز» اثر مک دانیل نخستین منبع این رشته در سال‌های پایانی دهه چهل در ایران محسوب می‌شود.

## زندگی
شکوه نوابی نژاد در سال ۱۳۲۵ در تهران متولد شده‌است. وی بعد از اتمام دبستان در مدرسه «مهرگان»، در دبیرستان آرام شروع به تحصیل می‌کند. وی در دانشگاه در دو رشته زبان انگلیسی و حقوق تحصیل می‌کند و پس از گرفتن لیسانس به دانشگاه آمریکایی بیروت می‌رود. در ایران با کمک استاد خویش، رشته مشاوره و راهنمایی را در ۲ مقطع کارشناسی و کارشناسی‌ارشد برای نخستین بار در دانشگاه تربیت‌معلم (خوارزمی) تأسیس می‌کند. 
در حوزه آموزش سال‌هاست که نوابی نژاد فعالیت‌هایش را بر مقاطع مختلف و تحصیلات تکمیلی، دکترا و فوق لیسانس دروس تخصصی مشاوره متمرکز کرده‌است. حوزه پژوهشی او نیز شامل چندین تحقیق ملی و کشوری بوده‌است. از جمله تحقیقات ملی او «بررسی وضعیت فرهنگی اجتماعی زنان در جمهوری اسلامی ایران» است که در سال ۸۱ به اتمام رسید و سفارشی از طرف شورای فرهنگی اجتماعی زنان (وابسته به شورای ملی انقلاب فرهنگی) به او بود. نوابی نژاد دو دوره ریاست شبکه سازمان‌های غیردولتی زنان را برعهده داشته‌است. نوابی نژاد که تاکنون سمت‌های مختلفی را برعهده داشته‌است؛ هم‌اکنون عضو هیئت امنای دانشگاه خوارزمی است.

## آثار
شمار آثار تألیفی و ترجمه‌ای نوابی نژاد نزدیک به ۳۰ عنوان است که تعدادی از مهم‌ترین آنها به شرح ذیل می‌آید:

### تألیف
- روان‌شناسی زن
- راهنمایی و مشاوره
- راهنمایی و مشاوره گروهی
- نظریه‌های مشاوره روان درمانی
- مشاوره ازدواج و خانواده درمانی
- سه گفتار دربارهٔ راهنمایی و تربیت فرزندان

### ترجمه
- راهنمایی در مدارس (اثر هانری ب. مک دانیل)
- کودک و مدرسه (اثر رونالد س. ایلینورث)
- خانواده درمانی، تضمین درمان کارآمد
- دیدگاه‌های علمی در ورزش بانوان
- دائرةالمعارف مشاوره (نظری و عملی) (اثر ویلیام استوارت)

### مقاله‌ها[۴][۵][۶]
- ویژگی‌های روان شناختی انسان معنوی
- کسب بینش عمیق از زمینه‌ها و آسیب‌های روان شناختی دختران دارای روابط آزاد
- شناسایی عوامل استحکام‌بخش ازدواج در فرهنگ ایران
- تبیین مفهوم انفصال نسلی در مطالعه نسل زد